# Josep Font i Cierco
Josep Font i Cierco (Barcelona, 19 de novembre de 1938 - 24 de setembre de 2023) va ser un químic català.

## Biografia
Es llicencià en Ciències Químiques, amb Premi Extraordinari el 1965 per la Universitat de Barcelona (UB), i a continuació ingressà a l'equip del Josep Pascual per cursar sota la seva direcció estudis de doctorat (amb beques dels Laboratoris Sandoz (1961-63) i de la Fundación Juan March (1963-64), contribuint a l'aïllament de la ranunculina de la Clematis flammula L, la seva transformació en protoanemonina i anemonina, i a la síntesi de la seva aglicona racèmica la γ-(hidroximetil)-α,β-butenolida o 5-(hidroximetil) furan-2(5H)-ona, treball que dissertà pel títol de doctorat (1965), i que va merèixer el premi extraordinari de doctorat (1966) i el premi Ciutat de Barcelona de Tesis Doctorals (1967).
Entre 1964 i 1966 fou Professor Adjunt de la UB i investigador associat al projecte FG-Sp-135 del Departament d’Agricultura dels EUA per a la síntesi d’alcohols terpènics monocíclics.
Del 1966 al 1968, va fer estudis de postdoctorat a la Universitat d'Alberta. Sota la supervisió del professor Otto P. Strausz, va estudiar els mecanismes de reaccions fotoquímiques, especialment en la detecció de tiirens i oxirens ((tiaciclopropè i oxaciclopropè), carbens (intermedis orgànics consistents amb un àtom de carboni divalent amb sis electrons en la seva capa de valència), carbins (intermedis orgànics consistents en un àtom de carboni monovalent i cinc electrons en la seva capa de valència) i ciclobutadiè. En aquesta estada aprengué les bases i les tècniques del treball fotoquímic en fase gas i en fase líquid.
A finals del 1968 retornà a Barcelona i s'incorporà al CSIC com a col·laborador numerari fins al 1971 que passà a investigador numerari. Des d’aquesta posició realitzà investigacions en els grups de Josep Castells i Felix Serratosa a la vegada que començà a fer classes de Química a la Universitat Autònoma de Barcelona (UAB). D'aquest període destaquen els primers treballs de síntesi orgànica en fase sòlida usant polímers insolubles funcionalitzats (Castells) i ciclacions intramoleculars de bis- i tris-diazocetones que donaren lloc a noves síntesis de 4-hidroxitropona i bulvalè (una molècula consistent en una plataforma de ciclopropà amb tres grups vinilenics lligats a un grup metínic apical) (Serratosa). Entre 1974-76 fou professor agregat numerari de la UAB. El 1976 fou nomenat catedràtic de la Facultat de Farmàcia de la Universitat de Granada i poc després de química orgànica de la UAB.

## Recerca
La recerca a la UAB, fins a la seva jubilació l’any 2009, va quedar plasmada en més de 230 treballs científics publicats en les millors revistes de l'especialitat i en la supervisió directa de 32 tesis doctorals. Va treballar inicialment en la detecció d'intermedis de reacció i va introduir la metodologia fotoquímica a l'Estat espanyol. El seu àmbit de recerca és la síntesi estereoselectiva i la fotoquímica sintètica, així com la síntesi en fase sòlida dels polímers insolubles funcionalitzats.
La seva recerca es pot dividir en cinc blocs generals:
a) Aplicació de la fotoquímica a la síntesi orgànica especialment a les cicloadicions 2+2
b) La recerca de sistemes fotoquímics per generar hidrogen a partir de la fotodescomposició de l’aigua
c) La síntesi estereoselectiva de biomolècules com l’aglicona de la ranunculina, la lactona (+)-β-angèlica, feromones (com (+)-grandisol, (+)-lineatina, (+)-eldanolida, (+)- i (-)-umbelactona, etc.); alcaloides de Securinega i Stemona; ciclohexans polioxigenats (gabosines); anàlegs ciclobutànics de nucleòsids
d) Cicloadicions 1,3-dipolars de nitrones cícliques
e) Us de molècules amb estructures d’α,β-butenolida i simetria C2 en la síntesi orgànica.

## Estudis
- Química de los estados excitados (1973)
- Aspectes químics en l'aprofitament de l'energia solar (1981)
- Síntesis estereoselectives en Química Orgànica i l'origen de l'homoquiralitat (1998)
- Ús de molècules quirals amb Simetria C2 en Síntesi Orgànica (2002)